# Schwimmsattelbremse

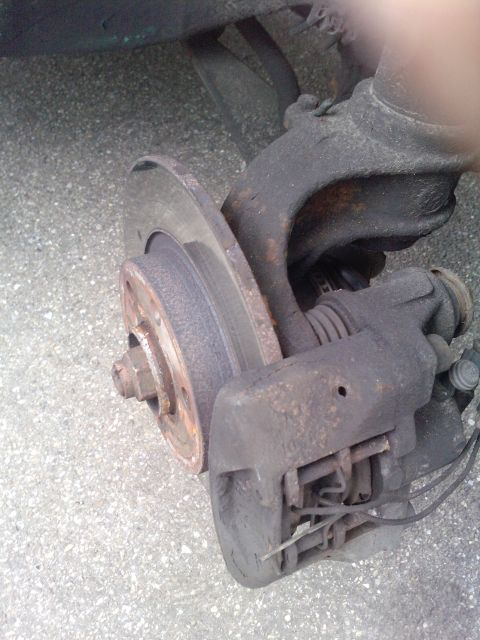
Schwimmsattel (rechts unten) an einem Peugeot 106 mit ATE-Bremssystem

Schwimmsattelbremsen sind eine Bauform der Scheibenbremse. Sie werden vor allem bei Automobilen verwendet. Die Schwimmsattelbremse unterscheidet sich von der Festsattelbremse dadurch, dass sie nur von einer Seite mit Bremskolben arbeitet, von der die Bewegung sowohl des inneren als auch des äußeren Bremsbelags abgeleitet wird. Diese Bremsenform benötigt nur geringen Bauraum, hat einen hohen Wirkungsgrad, ist simpel im Aufbau und in der Wartung. Aufgrund der offeneren Bauweise im Gegensatz zur Festsattelbremse können die Bremsbeläge meist einfacher getauscht werden, weil die Belagführungen weniger verschmutzen.
Bei der Schwimmsattelbremse ist nur die Belagführung fest mit der Radaufhängung verbunden, der Bremszylinder ist querverschieblich („schwimmend“, daher die Bezeichnung) gelagert. Beim Betätigen der Bremse drückt der Bremskolben auf den Bremsbelag einer Seite der Bremsscheibe. Das Zylindergehäuse stützt sich dabei mit der Rückseite an einem ebenfalls schwimmend gelagerten Rahmen ab, der die Bremsscheibe seitlich umgreift und dabei den zweiten Bremsbelag von der anderen Seite gegen die Scheibe drückt (Schwimmrahmenbremse).
Ab etwa Mitte der 1980er-Jahre setzte sich eine weitere Vereinfachung der Bauart durch, die inzwischen die Schwimmrahmenbremse nahezu vollständig verdrängt hat: bei der sogenannten Faustsattelbremse hat das Gussgehäuse des Bremszylinders eine Form, die die Bremsscheibe oberhalb der Bremsbeläge umgreift und den Belag der Gegenseite wie die Finger einer halbgeschlossenen Faust (daher der Name) an die Bremsscheibe zieht. Auf diese Art wird das zusätzliche Teil des Schwimmrahmens sowie die Führung des Rahmens eingespart, mit dem Vorteil, dass die Bremse durch den Wegfall der zusätzlichen Führung noch zuverlässiger arbeitet.